# Заря (Оренбургская область)
Заря — поселок в Матвеевском районе Оренбургской области в составе сельского поселения Новоашировский сельсовет.

## География
Находится на расстоянии примерно 21 километр на юг-юго-запад от районного центра села Матвеевка.

## Население
Население составляло 101 человек в 2002 году (мордва 61 %), 68 по переписи 2010 года.